# Joan Du Sart
Johan of Joan du Sart of Dusart (Utrecht, 20 juli 1621 – Haarlem, 1 november 1691), was een barokcomponist, beiaardier en organist in Haarlem uit de Republiek der Zeven Verenigde Nederlanden.

## Leven en werk

### 1621-1683
Joan was waarschijnlijk een zoon van Thomas Dusart, zilversnijder en stadstrompetter in Utrecht.
Hij was de vader van Johan jr. en Cornelis, de broer van Jacobus, de neef van Thomas en de oom van Isaac.
In 1653 verscheen bij Paulus Matthysz in Amsterdam zijn Zang-wortel en gheestelyke spruit, bestaande in verscheide zang-stukken, met 2, 3, 4 en 5 stemmen, en een ghemeen grondtgheluit, door hem aan Constantijn Sohier opgedragen. De teksten van de liederen waren van de hand van Jan Harmansz Krul, Pieter Corneliszoon Hooft en Daniel Jonctys. Van dit werk is tot op heden slechts de bovenstem opgedoken: voor zover op grond daarvan een oordeel kan worden gevormd, is Dusart waarschijnlijk een aanhanger geweest van de opvattingen van zijn stadsgenoot Joan Albert Ban. Dusart sluit in 1653 een korte bloeiperiode van het Nederlandse madrigaal af, die begonnen was met enkele uitgaven uit de jaren 1640-41 van Cornelis Padbrué. Dusart beschouwt het uitdrukken van droevige en blijde gevoelens als de essentie van de vocale muziek. Doordat Nederlandse componisten, zangers en luisteraars vreemde talen onvoldoende beheersen, ontrukken zij de zang haar ziel, stelt hij. Door ongewoonte komen de zangers ook niet goed uit het Nederlands: ze zijn vreemdelingen in eigen vaderland.
Op 6 november 1655 werd hij aangesteld tot organist van de Grote Kerk in Haarlem.
Tijdens zijn Haarlemse officie werd in de toren van die kerk en in die van de Bakenesserkerk een nieuw klokkenspel gehangen, zoals blijkt uit het contract van januari 1658, afgesloten met Francois Hemony. Van dit klokkenspel was hij eveneens de bediener.
Hij werd op zijn voorstel en bij besluit van 30 augustus 1662 van de burgemeester, nu definitief aangewezen als begeleider van het psalmgezang met orgelspel. De eerste poging die post te bemachtigen - in 1650, toen Cornelis Helmbreecker organist was - mislukte om ‘lokale’ redenen.
Het bericht in A.J.’s Zederymen bestaande in zangen en gedigten (uitgegeven in Amsterdam in 1656) dat een aantal daar genoemde zangen zijn gestelt door Mr. I. Duzart, orgelist der Stede Haarlem, sluit niet in dat de in dit liedboek afgedrukte zangmelodieën ook door Dusart gecomponeerd zijn; alleen de melodieën van ”Kenteiken des haats: O ghy, die, veerdigh in verdoemen”; ”Psalm VI: De zonden baren plagen”; ”Psalm XXXII: Benaautheit groeit door ’t groeijen”; ”Psalm XXXVIII: Wilt der zonden straf besnoeyen”; ”Psalm CII: Neig goetgunstich uwe oogen” en ”De wijsheit sterft daar zonden leven”, mogen hem worden toegeschreven; de andere zijn bewerkingen van bestaande zangwijzen.
In zijn huwelijksinschrijving te Velsen met Catharina Brouwers, jongedochter van Haarlem op 14 mei 1656, wordt hij genoemd als jongeman van Utrecht. Uit het huwelijk werd een zoon geboren, Cornelis, die gedoopt werd in Haarlem op 25 april 1660 en die later een bekende schilder zou zijn.
Bij een bezoek van de Prinses-Royale en de latere stadhouder Willem III met hun gevolg van 266 personen in juni 1660 aan Haarlem, verleende Joan zijn diensten als musicijn.
In 1670 bedroeg zijn jaarlijkse bezoldiging 900 £ en 10 £ voor stadskleding.

### 1683-1691
Als weduwnaar met kinderen de vijftig gepasseerd, trouwde hij met een dochter van de Delftse organist Hendrick Coenraadszoon van Stroomberch, Johanna, die zijn dienstbode was geweest. Dit huwelijk was echter ongelukkig: al na drie weken begonnen de problemen, toen Johanna meedeelde dat het huishoudgeld, dat haar voor drie maanden was gegeven, op was. Vermoedelijk gaf ze geld uit aan haar Delftse familie. Een dienstmaagd verklaarde dat Johanna Joan ermee dreigde dat hij geen gesont uijr soude hebben indien hij de huwel[ijkse] voorwaerde tusschen hem ende haer gemaekt, niet en wilde veranderen, hetgeen Dusart ter wille van de kinderen niet wenste te doen. In haar boosheid scheurde Johanna in januari 1683 in aanwezigheid van de bovenvermelde getuige zelfs de huwelijkse voorwaarden aan stukken. Tegenover de beschuldigingen van haar man en stiefkinderen dat ze geld verduisterde, stelde Johanna
dat Dusart de kinderen tegen haar opzette en haar kort hield. Hij zou onder meer hebben gezegd haer te plagen soo verre hem moogelijck soude sijn, en dat het niet om haer persoon maer om haer goet te doen was.
Als orgelexpert trad hij nog in 1686 op als medekeurmeester van het nieuwe orgel in de Amsterdamse Westerkerk.
Als organist was hij werkzaam aan de verbetering van een orgelregister, wellicht bijgestaan door de Haarlemse orgelbouwer B. van Loon (advertentie in de Opregte Haarlemsche Courant, 13 juli 1686; een hiermee verband houdende advertentie - Opregte Haarlemsche Courant, 23 februari 1686 - gaf er aanleiding toe te geloven dat de cornet (labiaal) door hem uitgedacht en in praktijk gebracht is). Hij had het volgende geadverteerd:
Joan Du Sart, Orgelist en Klockenist der Stad Haerlem, heeft een nieuwe inventie, van onder 't singen te spelen in de Kerck, en dat sonder *t out onnut Lier-geschrey van kleyne Pijpjes, maer met modeste Pijpen, namentlijck, om 't geluyt van d' Orgel-Voys, die onder den Psalm-Sang gespeelt wert, soo ver over de Gemeente te doen klincken, als d' allergrootste Pijpen, die in 't sehe Orgel zijn, en dat die geene, die t' allerverste van 't Orgel afsitten, genootsaeckt sullen werden door de voorsz. Psalm-Voys van 't Orgel vast op haer toon te singen, 't welck strecken sal, om de Gemeente ras, luchtig en eendrachtiger te doen singen tot Godes Eere. Alle Steden nu, die na een nieu en suyver Orgel-Spel trachten, en begeerig zijn, haer Orgel-Voys onder de Kerck-Sang eens so sterck te horen uytklincken, ja noch beter als alhier gehoort wert, sullen 't selvige door een Orgelmaker sodanig laten prepareren, dat een groot Orgel, sprekende op 16 Voet ope Pijpen, met het selve getal, en een kleyn, dat op 8 Voet spreeckt, ende 3 Blaes-balcken, met vergroting van 100 Pijpen, en noch een Blaesbalck heeft.
Waaruit de inventie bestond blijkt niet. Dusart wist bij ervaring dat het bijtrekken van de vulstemmen de psalmwijs niet duidelijker tevoorschijn doet treden; hij noemt dat een onnut lier-geschrei van kleine pijpjes. Hij maakte de psalmvoois op een andere wijs kenbaar.
De voornoemde ontwikkeling hangt dus samen met de invoering van de orgelbegeleiding van de gemeentezang. Door de invoering van het cornet-discant-register, in wezen een mixtuur met terts- en kwintregisters, op 16'-, 8'- of 4'-toonhoogte, kan de organist de psalmmelodie op doordringende wijze laten horen. Joan eiste de 'uitvinding' van dit register op, maar het is weinig anders dan de toepassing van ontwikkelingen die in de Franse en Zuid-Nederlandse orgelbouw al bekend waren.
Zijn opvolger als organist, Sybrandus van Noort, werd op 8 januari 1692 aangesteld.

## Waardering
De Haarlemse rederijker François Snellinx schreef vier lofdichten op hem; in het tweede wordt zijn spel vergeleken met dat van Cornelis Helmbreecker en Jan Pieterszoon Sweelinck.